# Francesco Peli
Francesco Peli   (Mòdena, 1680 - Múnic, 1740) fou un compositor italià del Barroc.
Per espai de molts anys fou professor de cant en el seu país, i el 1730 fou cridat a Múnic com a compositor de la cort.
Deixà l'òpera La costanza in trionfo (1737), l'oratori L'ultima persecuzione di Saulle contra Davide, i la cantataGiove pronubo.